# Болгарсько-чехословацький договір (1968)
Болгарсько-чехословацький договір 1968 — договір про дружбу, співпрацю і взаємну допомогу між Народною Республікою Болгарією і ЧССР підписаний у Празі 26 квітня 1968. З боку Болгарії договір підписав перший секретар ЦК БКП, голова Ради Міністрів НРБ Тодор Живков, з боку Чехословаччини — перший секретар ЦК КПЧ Олександр Дубчек й голова уряду ЧССР Олдржих Чернік. Укладено на 20 років.
Договір констатує, що НДР є важливим чинником європейської безпеки, а західнонімецькі сили мілітаризму і реваншизму загрожують миру. Відзначаючи важливу роль болгаро-чехословацького договору 1948 року, а також з огляду на зміни, які відбулися в Європі і в світі, договірні сторони, відповідно до принципів соціалістичного інтернаціоналізму, на основі рівноправності, суверенітету, невтручання у внутрішні справи один одного, зобов'язалися і надалі зміцнювати дружбу і розвивати всебічне співробітництво, координувати народно-господарські плани на основі соціалістичного розподілу праці, спеціалізації і кооперування виробництва, сприятимуть співробітництву у рамках РЕВ, зміцнювати згуртованість світової соціалістичної співдружності, докладати зусилля до вирішення найважливіших міжнародних проблем сучасності на основі політики мирного співіснування і Статуту ООН.
Обидві сторони, вказавши на незаконність Мюнхенської угоди 1938 з самого початку, висловили прагнення до забезпечення миру в Європі, важливим фактором якого є недоторканність існуючих кордонів, і, згідно з Варшавським договором 1955 року і статею 51 Статуту ООН, зобов'язалися негайно надавати один одному всіляку допомогу, включаючи військову, в разі збройного нападу будь-якої держави або групи держав, та консультуватися з усіх питань, що їх цікавлять.